# Горностаевский сельский совет
Горностаевский сельский совет (укр. Горностаївська сільська рада, крымскотат. Aqköz köy şurası) — административно-территориальная единица в Ленинском районе АР Крым Украины (фактически до 2014 года; ранее до 1991 года — в составе Крымской области УССР в СССР, до 1954 года — в составе Крымской области РСФСР в СССР, до 1945 года — в составе Крымской АССР РСФСР в СССР). К 2014 году административный центр и единственный населённый пункт — село Горностаевка. Население по переписи 2001 года — 2639 человек, площадь сельсовета 110 км².

## История
Мариентальский сельсовет, судя по доступным историческим документам, был образован в 1930-х годах, поскольку на 1940 год он уже существовал в составе Маяк-Салынского района (переименованного 14 декабря 1944 года в Приморский). Указом Президиума Верховного Совета РСФСР от 21 августа 1945 года Мариентальский сельсовет был переименован в Горностаевский. С 25 июня 1946 года совет в составе Крымской области РСФСР, а 26 апреля 1954 года Крымская область была передана из состава РСФСР в состав УССР. На 15 июня 1960 года в составе совета числились следующие населённые пункты:

| - Горностаевка - Репьёвка | - Сокольское - Черняково |

Указом Президиума Верховного Совета УССР «Об укрупнении сельских районов Крымской области», от 30 декабря 1962 года Приморский район был упразднён и сельсовет присоединили к Ленинскому. В 1964 году Черняково присоединили Горностаевке, к 1968 году был ликвидирован Новониколаевский сельсовет и Новониколаевку передали в Горностаевский. В 1973 году была упразднена Репьёвка, к 1977 году восстановлен Новониколаевский сельсовет, в 1978 году ликвидировано Сокольское и совет обрёл современный состав. С 12 февраля 1991 года сельсовет в восстановленной Крымской АССР, 26 февраля 1992 года переименованной в Автономную Республику Крым. С 21 марта 2014 года в составе Крыма аннексирован Россией. Законом «Об установлении границ муниципальных образований и статусе муниципальных образований в Республике Крым» от 4 июня 2014 года территория административной единицы была объявлена муниципальным образованием со статусом сельского поселения.